# Піаністка (роман)
«Піаністка»(1983) — найвідоміший роман Ельфріде Єлінек. Екранізований в 2001 р. (фільм «Піаністка») австрійським режисером Міхаелем Ганеке з Ізабель Юппер (Еріка Когут) та Анні Жірардо (її мати) в головних ролях. 
В романі поряд із звичними для Е.Єлінек мотивами зіпсутості суспільства, безвідповідального гедонізму молоді, страждання жінки від егоїзму та сексуальних домагань і насильства з боку чоловіків (романи «Коханки», «Хіть», «Міхаель») знайшли відображення автобіографічні мотиви.

## Сюжет
Головна героїня роману Еріка Когут, викладачка гри на фортепіано в консерваторії, живе разом з матір'ю, яка свого часу виховувала доньку як музичного вундеркінда, і все ще плекає надії зробити з Еріки зірку. Любов матері до доньки зображена як вимоглива тиранія, що час від часу межує із садизмом. Стосунки матері та доньки коливаються між сльозливими обіймами та запеклими сварками. Особистість Еріки настільки спотворена та пригнічена постійним тиском матері, що Еріка нездатна ні на дружбу, ні на любов, ні навіть на стосунки з чоловіками, пов'язані з чуттєвою насолодою, коли така нагода їй випадає. В романі знайшов відображення характерний для Е.Єлінек песимістичний погляд на життя в цілому, коли освіта, мистецтво та матеріальна забезпеченість не можуть надати змісту існуванню героїв її творів. Навіть відносини Еріки з молодим та вродливим студентом, які розпочинаються як цілком прийнятне залицяння до неї парубка, перетворюються на взаємне знущання. Відвертість авторки у зображенні інтимних зустрічей Еріки з коханцем викриває неспроможність чоловіка та жінки надати цим зустрічам хоч якогось змісту, окрім суто сексуального, що врешті-решт штовхає їх на отримання задоволення шляхом приниження партнера.

## Український переклад
У 2012 році книга вийшла в перекладі Наталки Сняданко у видавництві «Фоліо» одразу в двох серіях «Бібліотека Нобелівських лауреатів» та «Карта світу».